# Волт Вільямс
Волтер Андер Вільямс (англ. Walter Ander Williams; нар. 16 квітня 1970, Вашингтон, США) — американський професіональний баскетболіст, що грав на позиції легкого форварда за низку команд НБА. Гравець національної збірної США.

## Ігрова кар'єра
На університетському рівні грав за команду Мериленд (1988–1992). 
1992 року був обраний у першому раунді драфту НБА під загальним 7-м номером командою «Сакраменто Кінґс». Захищав кольори команди із Сакраменто протягом наступних 4 сезонів. За підсумками дебютного сезону був включений до другої збірної новачків.
Частину 1996 року виступав у складі «Маямі Гіт».
1996 року перейшов до «Торонто Репторз», у складі якої провів наступні 2 сезони своєї кар'єри.
Наступною командою в кар'єрі гравця була «Портленд Трейл-Блейзерс», за яку він відіграв один сезон.
З 1999 по 2002 рік грав у складі «Х'юстон Рокетс».
Останньою ж командою в кар'єрі гравця стала «Даллас Маверікс», до складу якої він приєднався 2002 року і за яку відіграв один сезон.